# Powiat de Poddębice
Pour les articles homonymes, voir Poddębice (homonymie).
Le powiat de Poddębice (en polonais : Powiat poddębicki) est un powiat  (district - une division administrative territoriale) de la voïvodie de Łódź, dans le centre-sud de la Pologne. 
Il est né le 1er janvier 1999, à la suite des réformes polonaises de gouvernement local passées en 1998 et créée en 2002.
Le siège administratif (chef-lieu) du powiat est la ville de Poddębice, qui se situe à 37 kilomètres à l'ouest de Łódź, capitale de la voïvodie. Il y a une autre ville dans ce powiat: Uniejów qui se situe à environ 14 kilomètres au nord-ouest de Poddębice.
Le district couvre une superficie de 880,91 kilomètres carrés. En 2006, sa population est de 42 195 habitants, avec une population pour la ville de Poddębice de 7 875 habitants, pour la ville de Uniejów de 2 916 habitants et pour la partie rurale de 31 404 habitants.

## Division administrative
Le district est subdivisé en 6 gminy (communes) (2 urbaine-rurales et 4 rurales) :
- 2 communes urbaines-rurales : Poddębice et Uniejów.
- 4 communes rurales : Dalików, Pęczniew, Wartkowice, Zadzim.

| Gmina (village) | Type         | Superficie (km²) | Population (2006) | Siège      |
| Poddębice       | urbain-rural | 224,7            | 15 923            | Poddębice  |
| Uniejów         | urbain-rural | 129,0            | 7 249             | Uniejów    |
| Wartkowice      | rural        | 141,8            | 6 360             | Wartkowice |
| Zadzim          | rural        | 144.4            | 5 341             | Zadzim     |
| Pęczniew        | rural        | 128,4            | 3 672             | Pęczniew   |
| Dalików         | rural        | 112,7            | 3 650             | Dalików    |

## Villes du Powiat
- Poddębice
- Uniejów

## Démographie
Données du 31 décembre 2007
| Description | Total  | Total | Femmes | Femmes | Hommes | Hommes |
| ----------- | ------ | ----- | ------ | ------ | ------ | ------ |
| Unité       | Nombre | %     | Nombre | %      | Nombre | %      |
| Population  | 42 456 | 100   | 21 482 | 50,60  | 20 974 | 49,40  |
| Urbain      | 10 865 | 25,59 | 5 716  | 13,46  | 5 149  | 12,13  |
| Rural       | 31 591 | 74,41 | 15 766 | 37,13  | 15 825 | 37,27  |

## Histoire
De 1975 à 1998, les différentes gminy du powiat actuel appartenaient administrativement aux voïvodies de Konin et de Sieradz.